# 보네르섬의 문장

보네르섬의 문장

보네르섬의 문장은 보네르가 네덜란드령 안틸레스 제도의 일부였던 1986년에 섬 이사회에 의해 제정되었다. 네덜란드령 안틸레스가 해체되고 2010년에 보네르의 헌법적 지위가 네덜란드의 특별 자치제로 변경된 후에도 보네르의 문장으로 사용된다.
그것은 왕관이 놓이는 파란색 방패로 구성된다. 방패에는 나침반, 배의 바퀴, 빨간색 육각별이 있다. 2010년 9월 20일의 왕 칙령, no. 10.002198은 이 무기를 네덜란드의 공공 기관인 보네르섬에게 부여하였다.

## 같이 보기
- 네덜란드의 국장
- 네덜란드령 안틸레스의 문장